# Мария Шварновна
Мария Шварновна (также Мария Ясыня;  Всеволожая) (ок. 1158 — 19 марта 1205/1206, Владимир) — великая княгиня, первая супруга великого князя владимирского Всеволода Большое Гнездо. Бабушка Александра Невского. Основательница владимирского Успенского Княгинина монастыря. Прославлена в лике святых, включена в Собор Владимирских святых и Собор Аланских святых как преподобная Мария Владимирская (Ясыня).
От Всеволода и Марии произошло более ста знатнейших русских родов, определивших дальнейший ход русской истории.

## Биография
Год рождения Марии неизвестен. Согласно летописи Мария Ясыня родилась на Спасов день, то есть на время Успенского поста, однако наличие такого поста в домонгольской Руси подвергается сомнению. Она вышла замуж за князя Всеволода, сына Юрия Долгорукого, совсем юной девушкой. Первое упоминание о ней в русских летописях относится к 1176 г., когда уже женатый  Всеволод вступил на великокняжеский стол. Точное время его женитьбы не известно. Аланское происхождение Марии у большинства историков не вызывает сомнений, поскольку ряд источников прямо называет её Ясыней. Карамзин в «История государства Российского» пишет, что «Мария, родом ясыня, славная благочестием и мудростью». Он упоминает, что в Успенском монастыре во Владимире была надгробная плита с именем Марфы Шварновны. Высказывались версии о том, что это  имя, принятое Марией при постриге. В летописях она также называется Марией Всеволожей,то есть супругой Всеволода.
У отца Марии было три дочери, две из них регулярно называются дочерьми чеха. Согласно Ипатьевской летописи, младшая сестра Марии, которая вышла замуж за Мстислава Святославича, названа «ясыней». Рядом исследователей из этого делается вывод, что остальные две сестры также имеют ясское (осетинское) происхождение. Однако такая версия вступает в противоречие со множеством источников о чешском (моравском) происхождении Марии Всеволожей. В работе Литвиной и Успенского высказывается предположение, что эти сестры могли быть рождены от разных браков, и младшая получила прозвище «ясыня» от второй жены отца Марии Всеволожей. Летописные источники называют отчество Марии Всеволожей — Шварновна. Так, в статьях, предваряющих Комиссионный список Новгородской первой летописи, говорится: «Мариа Всеволожа Шварновна, дщи князя Чешьского». В Лавреньевской и Никоновской летописах упоминаются два Шварна — дядя (киевский воевода) и племянник, которые, по видимому, являются единственными кандидатами на роль отца Марии Всеволожей, упоминающимися в источниках. Согласно другой точке зрения, существование одноимённого племянника киевского воеводы является сомнительным.
Вместе с тем, результаты антропологического исследования останков княгини С. А. Никитиным подтверждают её аланские корни.

Первый ребёнок у княжеской четы родился примерно в 1178 году. В браке Мария родила двенадцать детей, в том числе восемь сыновей (из которых четверо в дальнейшем были, в разное время, великими князьями владимирскими) и четырёх дочерей. Великая княгиня покровительствовала книгам, наукам и искусствам, отличалась благочестием и мудростью, богато украшала церкви. Агиографы в Троицкой (1408/09 г.) и Симеоновской (конец XV в.) летописях её сравнивали с византийскими императрицами святыми Еленой  и Феодорой, а также святой благоверной великой княгиней Ольгой

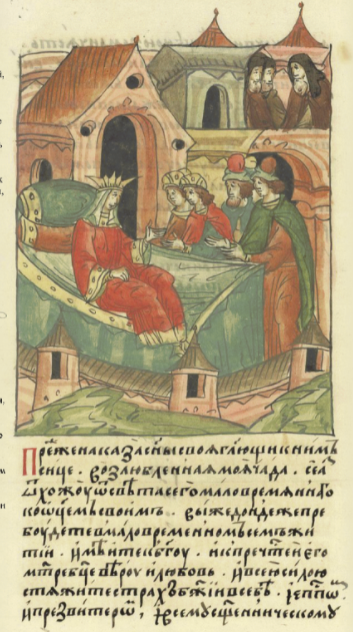
Мария Ясыня на смертном одре заклинает своих сыновей жить в мире

После рождения младшего сына Ивана княгиня тяжело заболела и дала обет основать монастырь, и в 1200 году по её настоянию в городе Владимире был заложен Успенский монастырь, который стал называться в дальнейшем в её честь Княгининым. Иосиф Волоцкий в Симеоновской летописи отмечает, что Княгинин монастырь «создала великая княгиня и блаженная Всеволожа». Благодаря стараниям и покровительству княгини, обитель быстро строилась и развивалась. Сама Мария за восемнадцать дней до смерти приняла постриг, в иночестве получила имя Мария, а в схиме Марфа. В монастырь княгиню провожали великий князь, сын Георгий, дочь Всеслава, епископ Ростовский, Суздальский и Владимирский Иоанн, её духовник настоятель владимирского Рождества Богородицы монастыря игумен Симон, бояре и боярыни и все жители Владимира.
Перед смертью Мария Шварновна просила своих сыновей быть кроткими и не зачинать распрей. Николай Михайлович Карамзин писал:

Готовясь умереть, призвала сыновей и заклинала их жить в любви, напомнив им мудрые слова Великого Ярослава, что междоусобие губит князей и Отечество, возвеличенное трудами предков; советовала детям быть набожными, трезвыми, вообще приветливыми и в особенности уважать старцев.

## Духовное завещание Марии Ясыни
Напутствуя старшего сына Константина на княжение в Новгород, Мария дала ему и братьям материнское наставление. Исследователи отмечают, что по исторической значимости и духовной глубине оно созвучно «Поучению» великого князя киевского Владимира Мономаха.
«Возлюбленные мои дети! Вот вы видите меня весьма болящую, а вскоре я отойду от сего маловременного света ко отцам своим. Итак вы, доколе пребудете в суетном житии, первее всего имейте любовь к Богу и Пречистой его Матери, истинной Богородице, и всею силою потщитесь страх Божий в себе иметь. Святителям же и пресвитерам, и всему священническому чину не стыдитесь главы своей приклонить 〈...〉Всегда имейте тихость и кротость, и смиренномудрие, и любовь, и милость; алчущих насыщайте, жаждущих напояйте, нагих одевайте, больных посещайте и себя в чистоте соблюдайте, милостыню всегда творите, ибо она поставит вас пред Богом, никакого человека не минуйте без привета. Сами же между собой имейте нелицемерную любовь, и Бог мира и любви будет в вас и сохранит от всякого зла〈...〉И если же в ненависти, и в распрях, и во вражде будете между собою, то сами погибнете, и благословенное наследие — державу Отечества нашего погубите, которую праотцы ваши, и отец ваш, и прочее родство ваше многим трудом и потом приобрели〈...〉Старейшего же брата вашего Константина имейте как отца и главу. Ты же, старейший мой сын Константин, имей братию свою как сыновей, береги их, как член своего тела, слушай Иоанна Евангелиста Богослова, говорящего: «Если кто говорит:"Люблю Бога", а брата своего ненавидит, тот лжец»〈...〉Особенно же всякого монаха не минуйте без поклона.〈...〉И наклоняйте главу перед всяким старейшим среди вас, и не давайте сильным обижать меньших, совершайте суд на защиту сироте, оправдайте вдову, трезвость имейте, гордость возненавидьте, ибо она и ангелов свела с неба».
Мария Ясыня была похоронена в Успенском соборе монастыря. Ныне в соборе у иконостаса находится рака с её святыми мощами. В дальнейшем, до перенесения великокняжеского престола в Москву, монастырь служил родовой усыпальницей княгинь и княжон владимирского великокняжеского дома. Всеволод Большое Гнездо после смерти первой жены, в 1209 году женился на дочери князя Полоцкого.

## Память
10 ноября 2014 г. в рамках XVIII Всемирного Русского Собора работала секция, посвященная Марии Ясыне: «Отечество, возвеличенное трудами предков. Мария Ясыня: от аланской княжны до святой русской княгини». Доктор исторических наук Р.С. Бзаров в докладе на секции отметил, что Алания—Осетия — одна из древнейших христианских стран в лоне Русской Православной церкви. «Среди детей, внуков и правнуков Марии Ясыни — несколько десятков святых Русской Церкви. Образ благоверной Марии Ясыни, аланской княжны и русской княгини – яркое воплощение исторического единства и духовной нераздельности двух наших народов».
30 марта 2017 года в храме преподобной Евфросинии, великой княгини Московской, в Котловке состоялись Евфросиньевские чтения, посвященные святой благоверной Марии Ясыне. Докладчики доктор исторических наук, ведущий научный сотрудник Института российской истории РАН Л.Е. Морозова, доктор исторических наук, ведущий научный сотрудник музея-заповедника «Московский Кремль» Т.Д. Панова, доктор исторических наук, ведущий научный сотрудник Института российской истории РАН К.А. Аверьянов, подчёркивая аланское происхождение великой княгини, отмечали значимую роль, которую она сыграла в исторической судьбе России.
В 2019 г. в преддверии празднования 1100-летия крещения Алании Фондом имени Великой княгини Марии Ясыни совместно с учеными Института Российской Истории РАН , Северо-Осетинского института гуманитарных исследований (СОИГСИ), Институтом археологии РАН была издана коллективная монография  «Великая княгиня Владимирская Мария Ясыня в Русской истории».
22 мая 2022 года в Зале Церковных Соборов Храма Христа Спасителя  в рамках юбилейных XXX Международных образовательных чтений состоялась конференция, посвященная 1100-летию Крещения Алании «Великая княгиня Владимирская Мария Ясыня в истории культуры, духовности и государственности: от аланской княжны до святой русской княгини». «Одним из древнейших символов исторического единства Руси и Осетии стал святой образ великой княгини Марии Ясыни»— подчеркнул Глава Республики Северная Осетия—Алания С. Меняйло.

## Дети
- Сбыслава (род. 1178)
- Верхуслава (род. 1181), с 1188 года жена своего троюродного брата Ростислава Рюриковича, будущего князя Торческого, великого князя Киевского, Вышгородского, Галицкого.
- Константин (1186—1218), князь Новгородский, князь Ростовский, великий князь Владимирский. Женат на Агафье Смоленской, дочери Мстислава Романовича Старого;
- Всеслава (ум. после 1206), замужем за Ростиславом Ярославичем Сновским
- Борис (ум. 1188)
- Глеб (ум. 1189)
- Юрий (1188—1238), великий князь Владимирский, князь Городецкий, князь Суздальский. Женат на черниговской княжне Агафии Всеволодовне
- Елена (ум. 1203/1205)
- Ярослав (1191—1246), князь Переяславский, князь Переяславль-Залесский, великий князь Киевский, великий князь Владимирский, князь Новгородский.
- Владимир (1192—1227), удельный князь Переяславский, Стародубский
- Святослав (1196—1252), великий князь Владимирский, князь Новгородский, князь Юрьев-Польский. Жена — Евдокия Муромская, дочь Давыда Юрьевича Муромского
- Иван (1197—1247), удельный князь Стародубский.